# Altispinax dunkeri
Altispinax dunkeri ("alta espina") es la única especie conocida del género dudoso extinto Altispinax de dinosaurio terópodo tetanuro que vivió a los comienzos del período Cretácico hace 133 millones de años, en el Valanginiense en lo que es hoy Europa. Sus retos se han hallado en formación arcilla de Wadhurst de Sussex Oriental, Inglaterra. Si bien otras cuatro especies también son reconocidas en este género.
Su especie tipo, Megalosaurus dunkeri, fue descrita y nombrada originalmente por Wilhelm Barnim Dames el 16 de diciembre de 1884 durante una conferencia. Una sinopsis de la conferencia fue publicada en 1885, pero debido a que fue puesta en un anuario de 1884, esta última fecha es la usualmente dada. Sin embargo, algunas fuentes indican que 1887 es el año de publicación y designación de la especie como Megalosaurus dunkeri  Dames vide Koken 1887, debido a que en este año, el espécimen tipo, el diente, fue veulto a describir y también fue ilustrado en una publicación por Ernst Koken. El nombre de la especie honra al paleontólogo Wilhelm Dunker, quien, varios años antes, había descubierto el diente en Deister, en el principal filón de carbón de Obernkirchen. Este holotipo fue añadido por él a la colección de la Universidad de Marburg bajo el número de catálogo UM 84.
En 1888, Richard Lydekker asignados varios especímenes fragmentarios del Cretácico de Inglaterra a Megalosaurus dunkeri del Cretácico, con lo cual se dio a entender que este era un terópodo británico del Cretácico Inferior. En 1923, Friedrich von Huene creó un género separado para Megalosaurus dunkeri: Altispinax. El nombre del género se deriva del latín "altus" que significa "alto" y el neolatín "spinax", es decir "con espinas". El nombre fue inspirado por el espécimen BMNH R1828, una serie de tres vértebras dorsales con muy altas espinas que von Huene refirió a la especie. Aunque se entiende que la nueva combinación del nombre de la especie tipo Megalosaurus dunkeri sería Altispinax dunkeri, esta denominación no aparece en la publicación de 1923. El primer uso real de este nombre fue realizado por Oskar Kuhn en 1939.
Después de 1926, Altispinax fue usualmente visto como un dinosaurio británico con una vela alta sobre su espalda. Sin embargo, en la segunda mitad del siglo XX se cayó en cuenta de que el espécimen tipo alemán, el diente no era diagnóstico lo que convierte a Altispinax en un nomen dubium sin ninguna conexión probable con las espinas. En 1988 Gregory S. Paul creó una especie separada para la serie de vértebras, que él asignó a Acrocanthosaurus como ¿Acrocanthosaurus? altispinax. Como se desprende de los signos de interrogación, Paul consideró que esta designación era solo tentativa. Por tanto, en 1991 George Olshevsky nombró un género independiente Becklespinax para estas vértebras.
Otras cuatro especies poodrían ser incluidas dentro del género Altispinax. En 1923 von Huene renombró a Megalosaurus oweni Lydekker 1889, basándose en el metatarso NHMUK 2559, como Altispinax oweni. En 1991 Olshevsky creó el género Valdoraptor para esta especie. En 1932 von Huene renombró a Megalosaurus parkeri Huene 1923 como Altispinax parkeri. A esta especie se le dio en 1964 un nuevo nombre de género, Metriacanthosaurus. Este nombre sería un sinónimo más moderno objetivo de Becklespinax. Lo mismo es cierto para Altispinax lydekkerhueneorum, un nomen nudum de 1995 usado por S. Pickering para las vértebras.